# Billy Duff
William Francis Andrew Duff (16 tháng 12 năm 1938 — 25 tháng 3 năm 2002) là một cầu thủ bóng đá người Anh thi đấu ở vị trí tiền vệ chạy cánh trái ở Football League.